# Igreja Paroquial de Fão

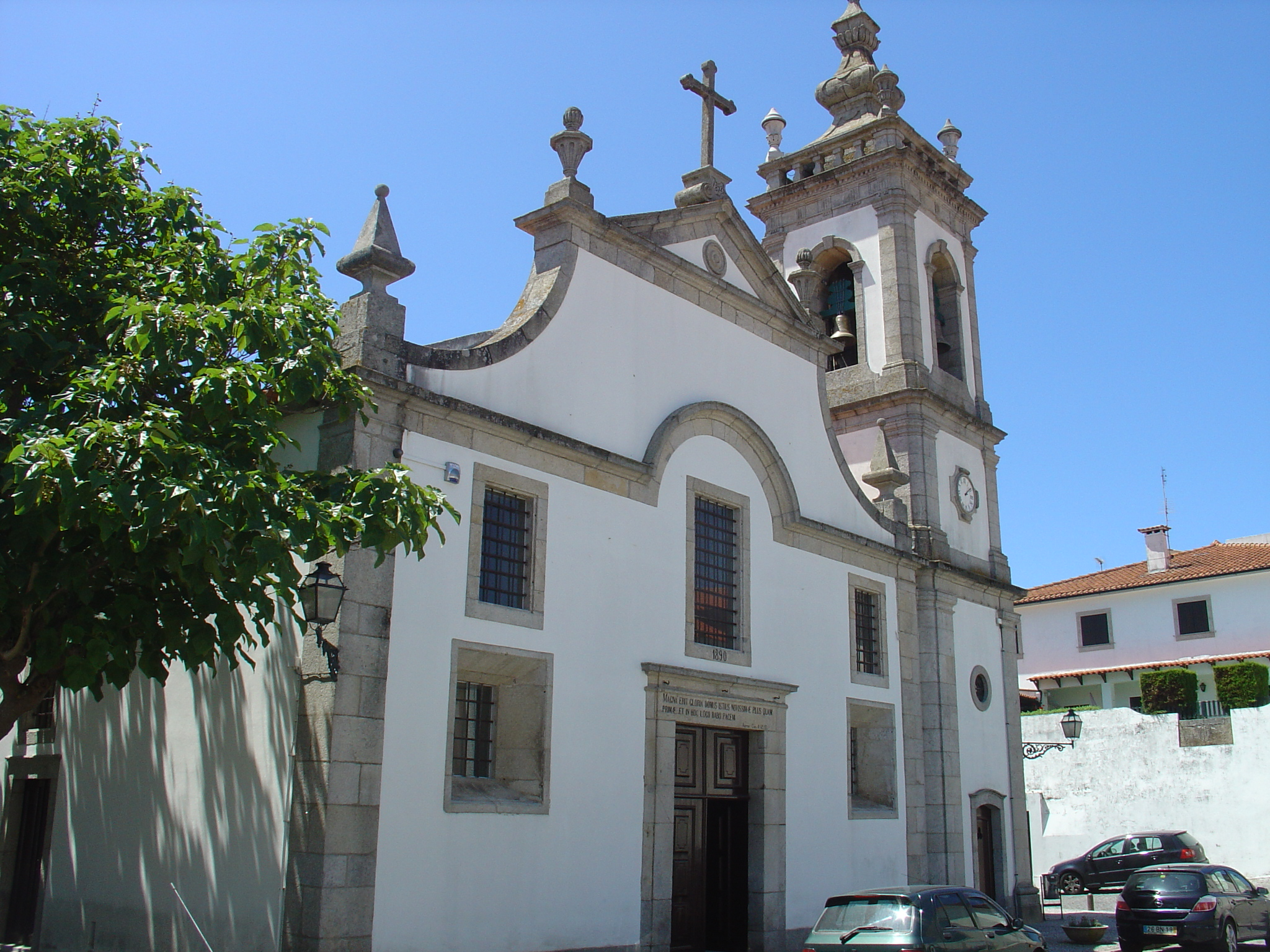
Igreja paroquial de Fão

A Igreja Paroquial de Fão, construida entre os séc.s XVII / XIX e sob a invocação de S. Paio, é um templo que ao longo dos séculos sofreu uma série de arranjos, alguns dos quais devido à invasão das areias, como a que por volta de 1838 obrigou ao arranjo do telhado.
É uma construção de planta rectangular de fachada voltada a Nascente, com sacristia saliente no alçado sul e torre sineira encostada ao lado norte. A fachada, sóbria, provida de cinco janelas – quatro laterais e uma sobre a porta principal – remata em frontão contra-curvado. Este, apesar da singeleza das suas linhas, funciona como elemento decorativo ao acompanhar em semi-círculo o alteamento da janela central e ao rematar em pequeno frontão triangular, sobre o qual assenta o plinto com a cruz trilobada e os dois coruchéus. 
Sobre os ângulos, em cantaria lavrada, apoiam-se dois pináculos de gosto oitocentista. A torre sineira, que se distribui por quatro corpos separados por platibandas de pedra moldurada, tem, ao nível do primeiro, a porta de entrada voltada ao largo e, sobre ela, um pequeno óculo. No segundo pontifica um relógio, com dois mostradores de mármore, e no terceiro está a sineira propriamente dita. Culmina o conjunto uma balaustrada decorada com coruchéus e um remate em forma de bolbo no cimo do qual se encontra um catavento com a forma de um anjo. 
Sobre o lintel da porta principal há, epigrafada, a seguinte inscrição bíblica pintada a preto:
MAGNA ERIT GLORIA DOMVS ISTIVS
NOVISSIMAE PLVS QUAM / PRIMAE ET IN HOC LOCO DABO PACEM Aggeo, Cap. II, Vº 10